# So viel Heimlichkeit in der Weihnachtszeit
So viel Heimlichkeit in der Weihnachtszeit ist ein deutsches Weihnachtslied, das die Musikpädagogin Lotte Schuffenhauer († 1981) vor 1952 verfasste und komponierte. Einem breiteren Publikum ist es erstmals 1969 in dem DEFA-Kinderfilm Der Weihnachtsmann heißt Willi bekannt geworden. 
Im Jahr 1970 wurde das Lied in der Version des Rundfunk-Kinderchores Berlin auf der Weihnachts-LP Bald nun ist Weihnachtszeit des DDR-Labels Eterna veröffentlicht. Außerdem gehörte es in der DDR zum Schulstoff des Musikunterrichtes und fand Aufnahme in verschiedene Musiklehr- und Liederbücher.

## Inhalt
In dem Lied geht es um kuriose Heimlichkeiten in der Weihnachtszeit. So sind von einem Kind, das in der Ich-Perspektive geschrieben wird, die Puppen und der Bär verschwunden. Hansel vermisst hingegen seine Eisenbahn, die nicht mehr an der gleichen Stelle ist. Zum Schluss wird beschrieben, dass es in der Küche lecker riecht, so wie beim Zuckerbäcker.